# OGRE
OGRE (Object-Oriented Graphics Rendering Engine) je flexibilní 3D engine napsaný v C++. Engine je vytvářen tak, aby byl jednoduchý a intuitivní pro vývojáře aplikací využívající 3D akcelerace. Dokáže obsluhovat jak Direct3D tak OpenGL.
Ogre má velmi aktivní komunitu a na SourceForge byl v březnu roku 2005 vyhlášen projektem měsíce. OGRE je používán i v některých komerčních hrách jako Ankh, Pacific Storm, Venetica či série Torchlight.

## Projekty využívající Ogre
Kompletní seznam lze nalézt na Ogre wiki

### Otevřený software
- OpenFrag (OpenFrag stránky)
- Rigs of Rods
- The Burrow
- WorldForge

### Komerční
- Ankh
- Ankh: Heart of Osiris
- Earth Eternal
- Garshasp: The Monster Slayer
- Jack Keane
- Next Life
- Motorm4x
- Pacific Storm
- Torchlight
- Torchlight II
- The Book of Unwritten Tales
- Venetica
- Snakeworlds
- Zero Gear
- Zombie Driver
- Scrap Mechanic